# 月湖桥 (武汉)
月湖桥又称“江汉四桥”，是武汉市第三座建成的跨汉水公路桥梁。它连接汉口硚口路，及汉阳江城大道，是一座独塔斜拉桥，全长1570m，设双向四车道及人行道。该桥于1998年5月1日正式通车，位于武汉内环线和二环线之间。